# Atletismo nos Jogos Pan-Americanos de 2011 - Lançamento de disco feminino
A competição do lançamento de disco feminino foi um dos eventos do atletismo nos Jogos Pan-Americanos de 2011, em Guadalajara. Foi disputada no Estádio Telmex de Atletismo no dia 28 de outubro.

## Calendário
Horário local (UTC-6).
| Data          | Horário | Fase  |
| ------------- | ------- | ----- |
| 28 de outubro | 15:00   | Final |

## Medalhistas
| Ouro   | CUB Yarelys Barrios |
| Prata  | USA Aretha Thurmond |
| Bronze | CUB Denia Caballero |

## Recordes
Recordes mundial e pan-americano antes da disputa dos Jogos Pan-Americanos de 2011.
| Tipo                             | Atleta           | Marca   | Local          | Data                 |
| -------------------------------- | ---------------- | ------- | -------------- | -------------------- |
|                                  | Gabriele Reinsch | 76,80 m | Neubrandenburg | 9 de julho de 1988   |
| Recorde dos Jogos Pan-Americanos | Maritza Martén   | 65,58 m | Indianápolis   | 10 de agosto de 1987 |

## Resultados

### Final
| Pos.              | Attleta             | País               | 1     | 2     | 3     | 4     | 5     | 6     | Resultado | Obs.                             |
| ----------------- | ------------------- | ------------------ | ----- | ----- | ----- | ----- | ----- | ----- | --------- | -------------------------------- |
| Medalha de ouro   | Yarelys Barrios     | CUB Cuba           | 66.40 | 62.88 | X     | 63.13 | 63.41 | 61.39 | 66.40     | Recorde dos Jogos Pan-Americanos |
| Medalha de prata  | Aretha Thurmond     | USA Estados Unidos | 57.59 | 56.69 | 57.75 | 59.16 | 59.53 | X     | 59.53     |                                  |
| Medalha de bronze | Denia Caballero     | CUB Cuba           | 58.63 | X     | 57.42 | X     | X     | 54.82 | 58.63     |                                  |
| 4                 | Gia Lewis-Smallwood | USA Estados Unidos | X     | 51.92 | 52.08 | 57.34 | X     | X     | 57.34     |                                  |
| 5                 | Karen Gallardo      | CHI Chile          | 54.10 | 57.13 | 56.06 | 57.17 | X     | X     | 57.17     |                                  |
| 6                 | Rocío Comba         | ARG Argentina      | X     | 54.12 | X     | 56.05 | X     | 54.98 | 56.05     | Recorde da temporada             |
| 7                 | Fernanda Borges     | BRA Brasil         | X     | 52.75 | 52.53 | X     | 54.56 | 53.75 | 54.56     |                                  |
| 8                 | Elisângela Adriano  | BRA Brasil         | X     | X     | 54.08 | X     | 53.46 | X     | 54.08     |                                  |
| 9                 | Allison Randall     | JAM Jamaica        | 45.96 | 49.42 | 50.90 |       |       |       | 50.90     |                                  |
| 10                | Irais Estrada       | MEX México         | 44.66 | 47.58 | 49.52 |       |       |       | 49.52     |                                  |
| 11                | Brittni Borrero     | PUR Porto Rico     | 46.87 | X     | X     |       |       |       | 46.87     |                                  |

Legenda
| Recorde mundial                  | Recorde mundial (World record)               |                       | Recorde africano                      | Recorde africano (African) |                                           | Q | Classificado por posição (Qualified) |
| Recorde dos Jogos Pan-Americanos | Recorde pan-americano (Pan-American record)  | Recorde da América    | Recorde da América (Americas)         | q                          | Classificado por melhor tempo (Qualified) |   |                                      |
| Melhor marca do ano              | Melhor marca do ano (World leading)          | Recorde asiático      | Recorde asiático (Asian)              | DNS                        | Não largou (Did not start)                |   |                                      |
| Recorde nacional                 | Recorde nacional (National record)           | Recorde europeu       | Recorde europeu (European)            | DNF                        | Não terminou (Did not finish)             |   |                                      |
| Recorde pessoal                  | Recorde pessoal do atleta (Personal best)    | Recorde da Oceania    | Recorde da Oceania (Oceania)          | DSQ / DQ                   | Desclassificado (Disqualified)            |   |                                      |
| Recorde da temporada             | Recorde da temporada do atleta (Season best) | Recorde sul-americano | Recorde sul-americano (South America) | NM                         | Sem marca (No mark)                       |   |                                      |